# 东方玉
東方玉，台灣武俠小說名家。原名陳瑜，字漢山。1925年出生，浙江餘姚鹦山村（今黄家埠镇）人。1949年赴港，住在調景嶺，在香港成立詩社，後往台灣撰寫武俠小說。有“武俠長青樹”之譽。曾任中國青年反共救國團主任蔣經國先生機要秘書；時年，王昇為副主任、李煥為秘書室組長。
【鸚山陳漢山紀念館】

## 作品
- 《引劍珠》
- 《金縷甲秋水寒》
- 《無名島》
- 《玉辟邪》
- 《九轉蕭》
- 《劍公子》
- 《珍珠令》
- 《劍氣騰空》
- 《風塵三尺劍》
- 《金笛玉芙蓉》
- 《龍孫》
- 《石鼓歌》
- 《新月美人刀》
- 《同心劍》
- 《泉會俠蹤》
- 《縱鶴擒龍》『1960年』出版。
- 《東方第一劍》
- 《起舞蓮花劍》
- 《神劍金釵》
- 《三折劍》
- 《紅線俠侶》
- 《玫瑰劍》
- 《白衣紫電》
- 《一劍破天驕》
- 《翡翠宮》
- 《彩虹劍》
- 《翠蓮曲》
- 《護花劍》
- 《毒劍劫》
- 《北山驚龍》
- 《東風傳奇》
- 《武林璽》
- 《旋風花》
- 《東來劍氣滿江湖》
- 《花影殘劍》
- 《降龍珠》
- 《湖海遊龍》
- 《刀開明月環》
- 《白衣俠》
- 《飛龍引》
- 《蘭陵七劍》
- 《七步驚龍》
- 《雙鳳傳》
- 《武林狀元》
- 《一劍蕩魔》
- 《紫玉香》
- 《扇公子》
- 《一劍小天下》
- 《金鳳鉤》
- 《奪金印》
- 《雙玉紅》
- 《龍哥哥》
- 《東方第一劍》
- 《飛龍引》
- 《珍珠令》
- 《快刀不凡》